# Marv Studios
Marv Studios (comumente conhecido como Marv e estilizado como MARV, e anteriormente SKA Films) é uma produtora anglo-americana de propriedade de Matthew Vaughn. É mais conhecida pelos filmes Layer Cake, Stardust, Kick-Ass, Kingsman: The Secret Service, Kingsman: The Golden Circle e The King's Man.

## Filmes
| Título                                  | Data de Lançamento   | Direção         | Produção                                                                   | Roteiro                                     | Production company                                                                             | Release studio                            | Rotten Tomatoes |
| --------------------------------------- | -------------------- | --------------- | -------------------------------------------------------------------------- | ------------------------------------------- | ---------------------------------------------------------------------------------------------- | ----------------------------------------- | --------------- |
| Nem Tudo é o Que Parece                 | 05 de Agosto, 2005   | Matthew Vaughn  | Adam Bohling David Reid Matthew Vaughn                                     | J. J. Connolly                              | Sony Pictures                                                                                  | 81%                                       |                 |
| Stardust- O Mistério da Estrela         | 12 de Outubro, 2007  | Matthew Vaughn  | Lorenzo di Bonaventura Michael Dreyer Neil Gaiman Matthew Vaughn           | Jane Goldman Matthew Vaughn                 | Ingenious Media                                                                                | Paramount Pictures                        | 76%             |
| Harry Brown                             | 11 de Novembro, 2009 | Daniel Barber   | Matthew Vaughn Kris Thykier Matthew Brown Keith Bell                       | Gary Young                                  | UK Film Council HanWay Films Prescience Framestore Features                                    | Lionsgate Entertainment                   | 64%             |
| Kick Ass- Quebrando Tudo                | 18 de Junho, 2010    | Matthew Vaughn  | Matthew Vaughn Brad Pitt Kris Thykier Adam Bohling Tarquin Pack David Reid | Jane Goldman Matthew Vaughn                 | Plan B Entertainment                                                                           | Lionsgate Entertainment Universal Studios | 75%             |
| A Grande Mentira (No Limite da Mentira) | 04 de Setembro, 2010 | John Madden     | Matthew Vaughn Kris Thykier                                                | Matthew Vaughn Jane Goldman Peter Straughan | Focus Features Miramax                                                                         | 76%                                       |                 |
| Kick-Ass 2                              | 18 de outubro, 2013  | Jeff Wadlow     | Adam Bohling Tarquin Pack David Reid Matthew Vaughn                        | Jeff Wadlow                                 | Universal Studios Plan B Entertainment Dentsu                                                  | Universal Studios                         | 31%             |
| Kingsman: Serviço Secreto               | 05 de Março, 2015    | Matthew Vaughn  | Matthew Vaughn David Reid Adam Adam Bohling                                | Jane Goldman Matthew Vaughn                 | Cloudy Productions Shangri-La Entertainment TSG Entertainment                                  | 20th Century Fox                          | 74%             |
| Quarteto Fantástico                     | 06 de Agosto, 2015   | Josh Trank      | Gregory Goodman Simon Kinberg Robert Kulzer Hutch Parker Matthew Vaughn    | Jeremy Slater Simon Kinberg Josh Trank      | Marvel Entertainment Constantin Film Kinberg Genre Robert Kulzer Productions TSG Entertainment | 20th Century Fox                          | 9%              |
| Voando Alto                             | 31 de Março, 2016    | Dexter Fletcher | Adam Bohling David Reid Rupert Maconick Valerie Van Galder Matthew Vaughn  | Sean Macaulay Simon Kelton                  | Studio Babelsberg Saville Productions TSG Entertainment                                        | 20th Century Fox Lionsgate Entertainment  | 80%             |
| Kingsman: O Círculo Dourado             | 28 de Setembro, 2017 | Matthew Vaughn  | Matthew Vaughn David Reid Mark D. W.                                       | Jane Goldman Matthew Vaughn                 | TSG Entertainment Cloudy Productions                                                           | 20th Century Fox                          | 51%             |
| Kingsman 3                              | 08 de Novembro, 2019 |                 |                                                                            |                                             |                                                                                                | 20th Century Fox                          |                 |
| Statesman                               | TBA                  |                 |                                                                            |                                             |                                                                                                | 20th Century Fox                          |                 |